# Tlacaeleltzin I.
Tlacaeleltzin I. (?, 1397. - ?, 1487.), astečki princ i cihuacoatl, odnosno glavni savjetnik astečkog cara za vladavine četiri uzastopna vladara. Bio je sin cara Huitzilihuitla i njegove supruge Cacamacihuatl, nećak cara Itzcoatla i brat Chimalpopoce i Montezume I.
Tijekom vladavine svoga strica Itzcoatla (1427. – 1440.) obnašao je dužnost tlacochcalcatla, ali je krajem 20-ih 15. stoljeća bio promaknut na dužnost glavnog carevog savjetnika i na toj dužnosti je ostao do svoje smrti.
| Vladarske titule | Vladarske titule | Vladarske titule        |
| ---------------- | ---------------- | ----------------------- |
| prethodnik nitko | Cihuacoatl       | nasljednik Tlilpotonqui |